# سيريكوندا
سيريكوندا هي أكبر مدن غامبيا وتقع جنوب غرب العاصمة بانجول. بلغ عدد سكانها 335,733 حسب تعداد عام 2006

## معرض صور

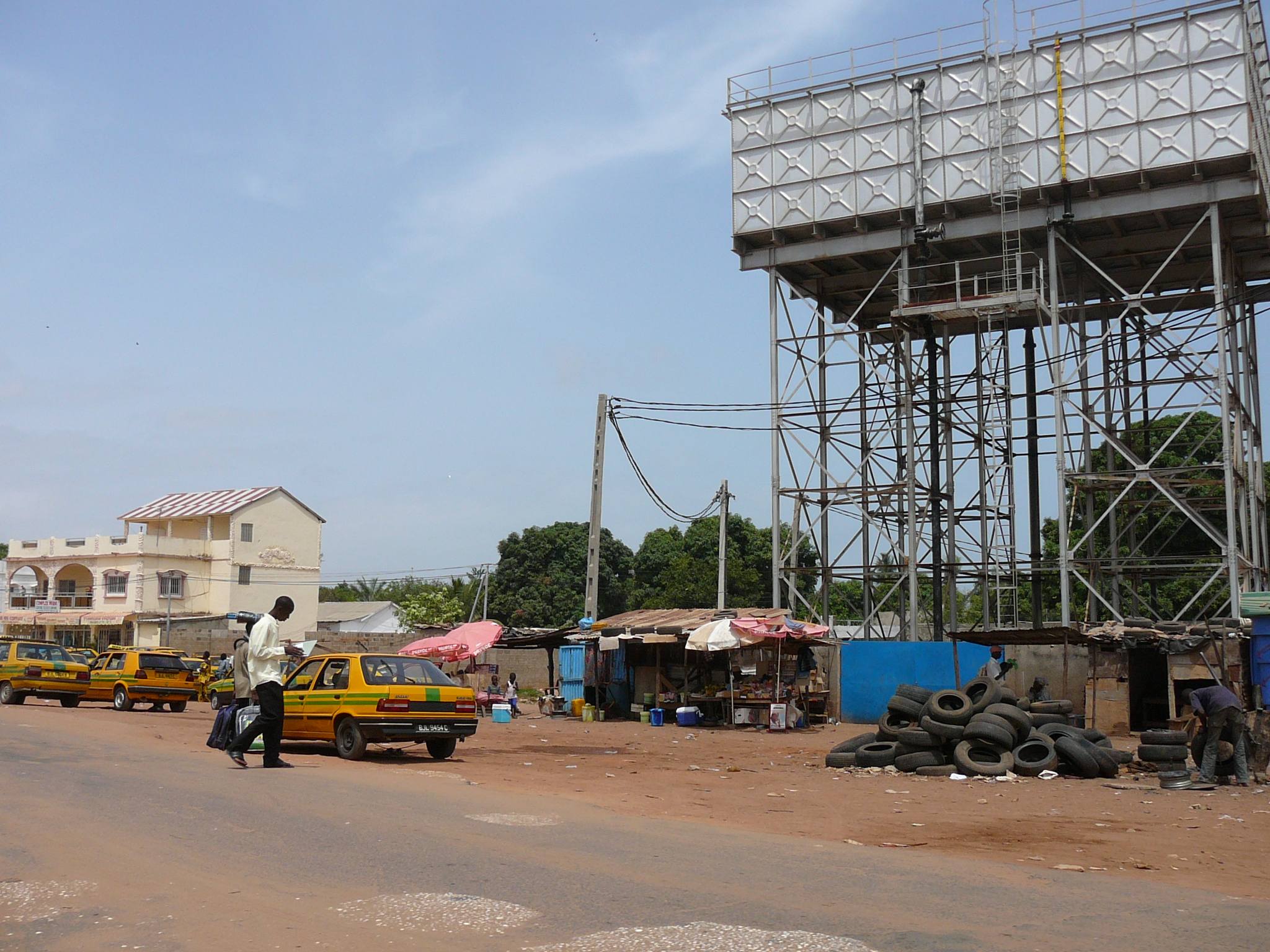
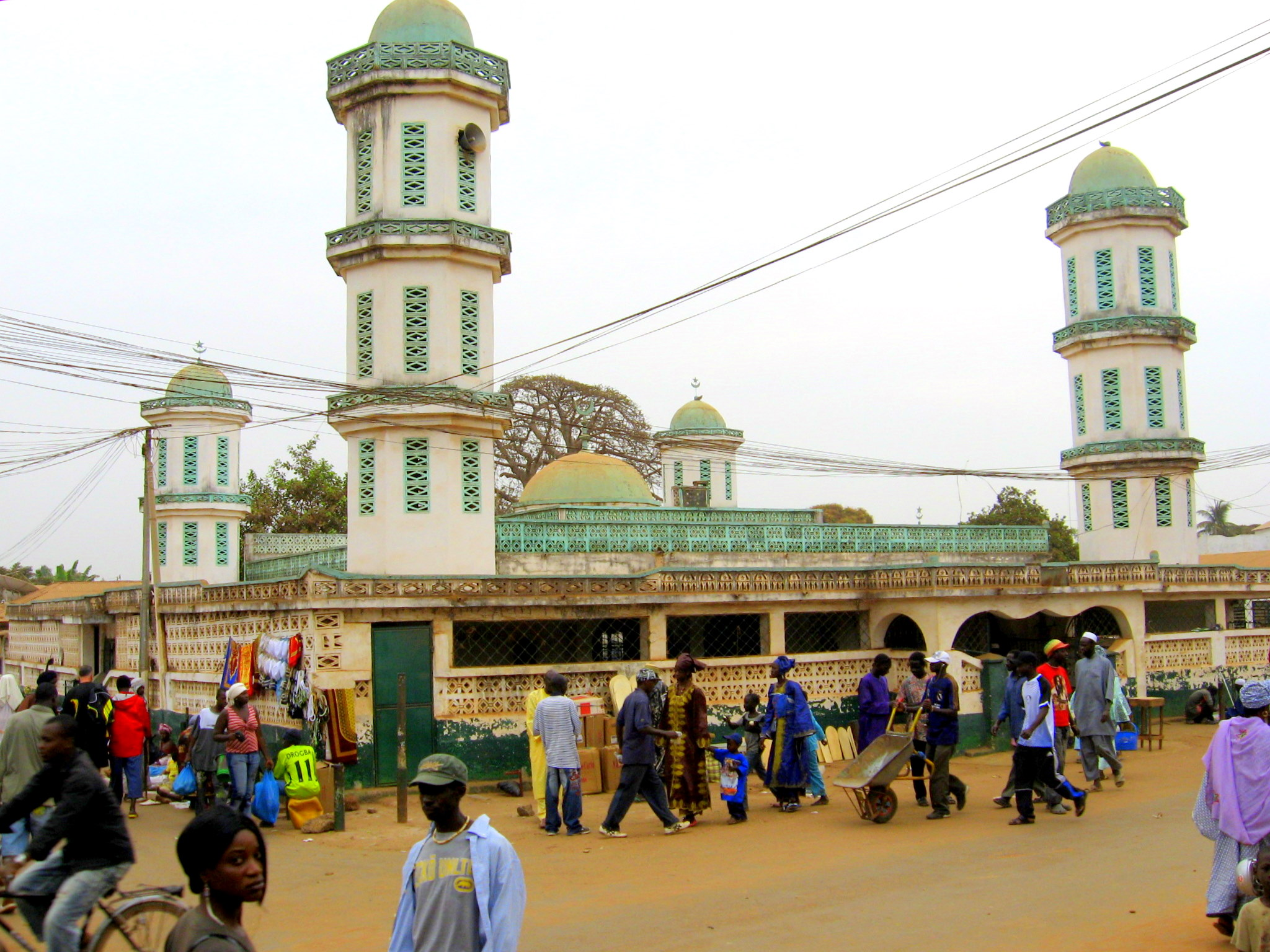
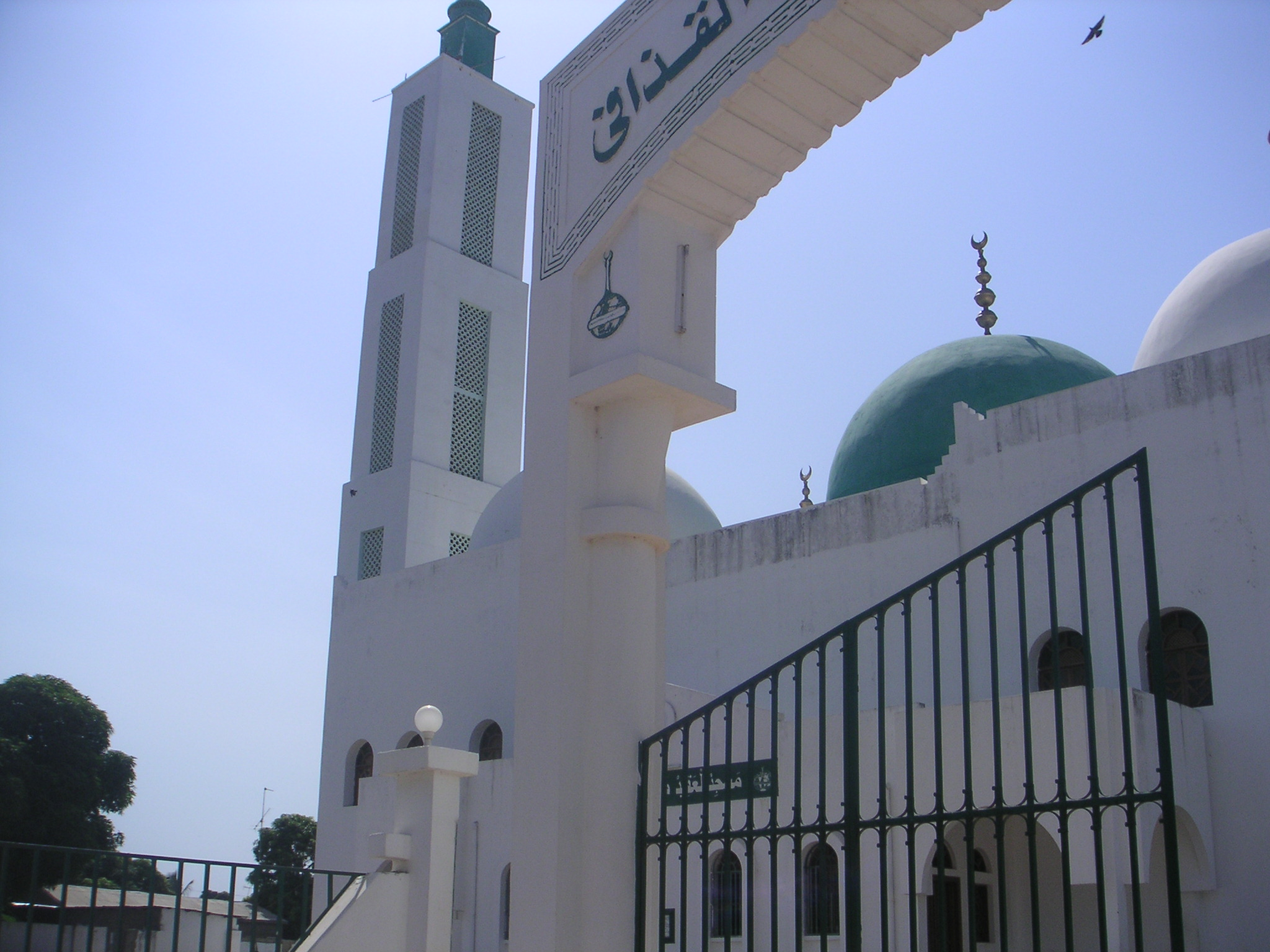
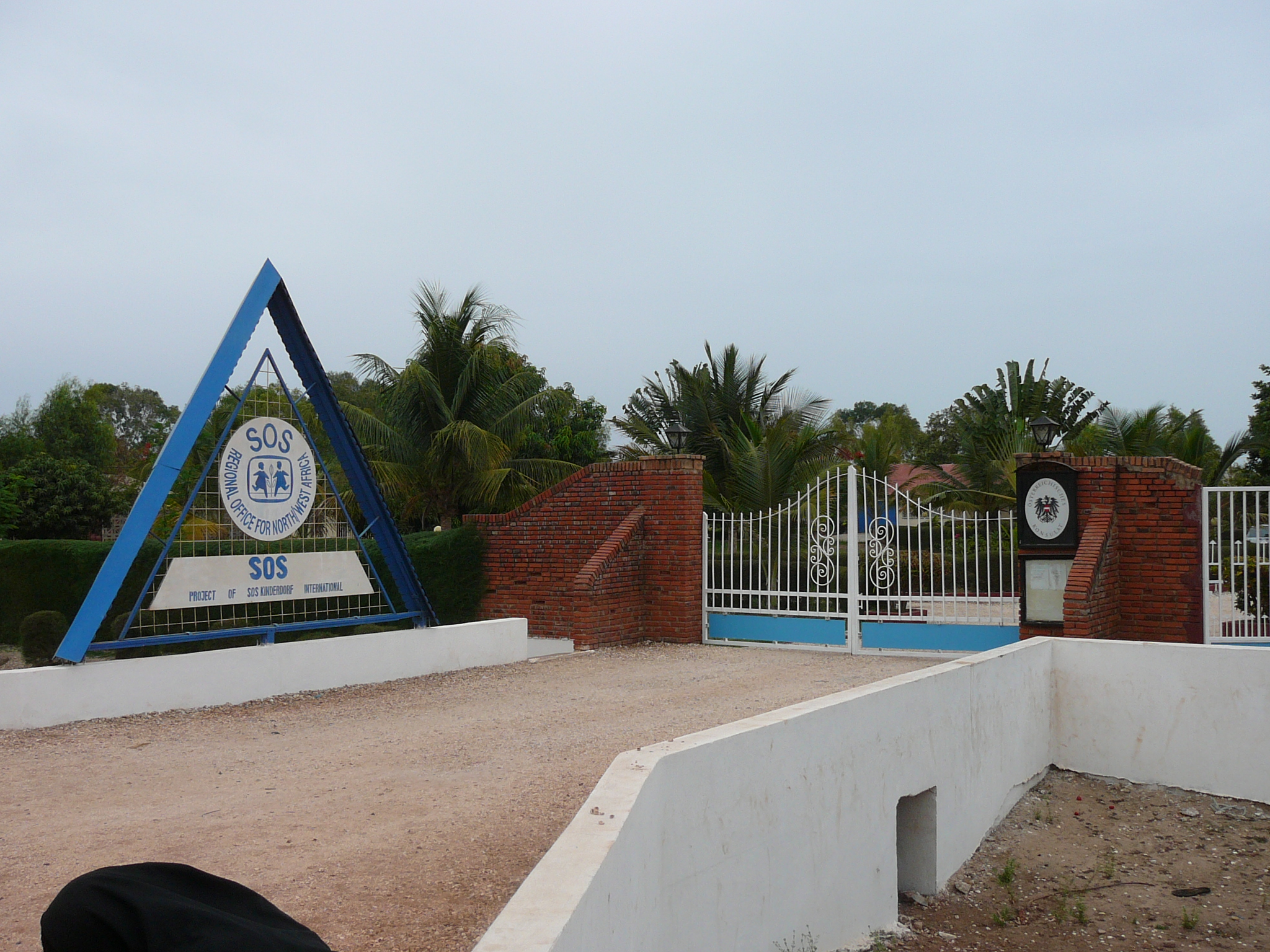
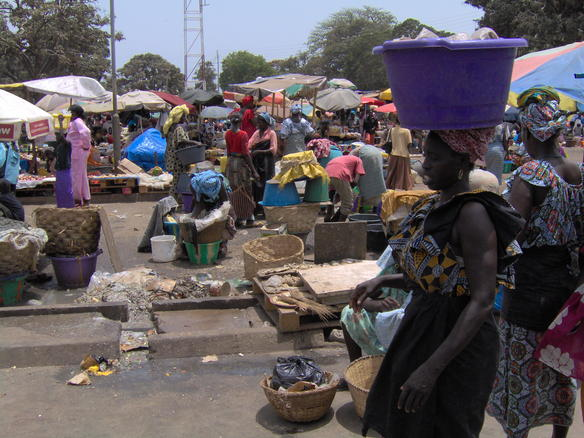
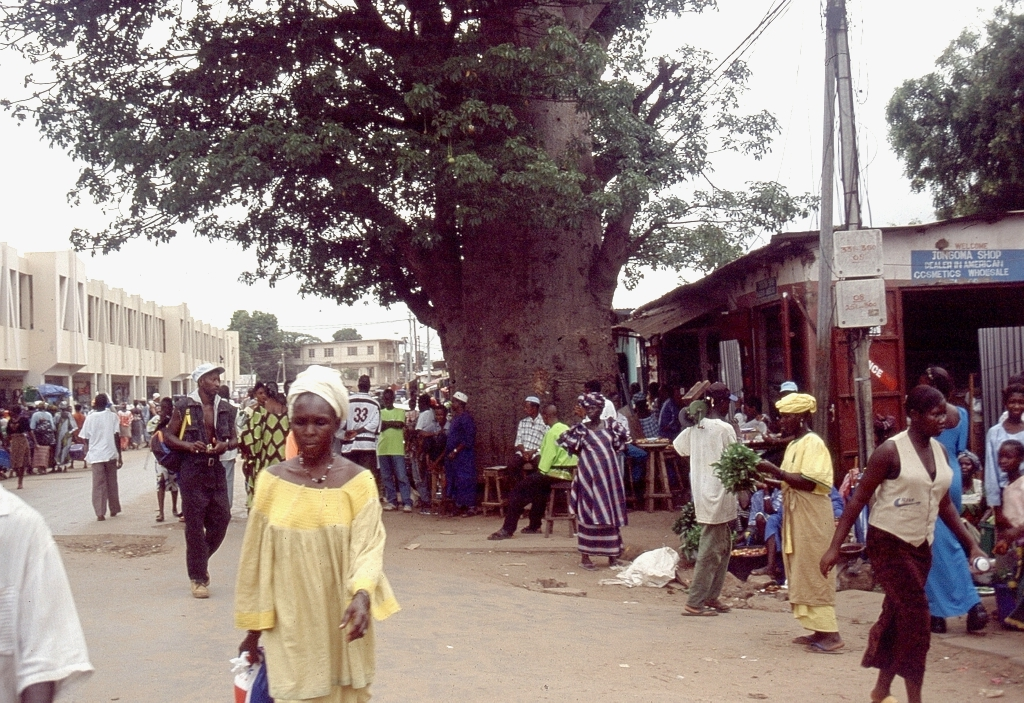

## أعلام
- مامادو دانسو
- بوباكار تراوالي
- إبراهيم مالك سامبا
- ماثيو ميندي
- سانت